# 龍河崖墓群
龍河崖墓群位於重慶市酆都縣江池鎮、龍河鎮以及石砫縣的悅來鎮龍河兩岸，文物遺址年代為唐代-清代，2009年12月15日列為第二批重慶市文物保護單位。